# Георги Гергов (скулптор)
Вижте пояснителната страница за други личности с името Георги Гергов.
Георги Петков Гергов е български скулптор.
Завършва през 1949 година специалност скулптура в Художествената академия в София при професор Марко Марков. Работи върху фигурни композиции в областта на монументална скулптура – предимно паметници.
По-известни негови творби са: „Разстрел“ (1950); релеф на хотел „Кракра Пернишки“, Перник (1952); „Паметник на съпротивата 1923 – 1944“, Карлово (1952); „Селянка и колхозничка“ – скулптурна група от „Моста на дружбата“, София (1953); паметник „Васил Левски“, Ловеч (1954 с колектив); Братска могила (с Иван Кесяков), Копривщица (1958); „Паметник на политзатворника“ (братска могила), Елин Пелин (1958); паметник „Ленин и Георги Димитров“, село Баня (1965); оформление на Мавзолея в село Гривица (1966); „Паметник на загиналите антифашисти“, Луковит (1969); „Паметник на Първия конгрес на БСДП на връх Бузлуджа“ (с колектив); Паметник на Тотю Иванов, Габрово (с Борис Кадийскии) (1971) и други.
Награден с орден „Кирил и Методий“ – II ст. (1971), и медал от Съюза на архитектите в България и Министерството на строежите и благоустройството (1969).